# Розширення Європейських Співтовариств (1981)
Вступ Греції до Європейського економічного співтовариства (грец. Ένταξη της Ελλάδας στην Ευρωπαϊκή Οικονομική Κοινότητα) — політичний процес, який дозволив Греції приєднатися до ЄЕС (яка стала Європейським Союзом у 1993 р.) 1 січня 1981 року. Це друге розширення ЄЕС в історії Європейського Союзу, яке збільшило кількість держав-членів до десяти.

## Історія
1 липня 1961 року в Атенах Греція підписує угоду про асоціацію з ЄЕС, яка набула чинности в листопаді 1962 року. Вона передбачала митний союз, політичну гармонізацію (фінанси, сільське господарство, оподаткування, тощо ), свобода пересування та можливість врешті-решт приєднання до Європейського співтовариства. Ця угода була поставлена під сумнів у період диктатури полковників, але врешті заявку на членство було подано 12 червня 1975 року.
Військовий переворот 1967 року започаткував період дипломатичної ізоляції в Європі, режим асоціації було припинено. Монархія була ліквідована в червні 1973 року, а військова хунта залишила владу влітку 1974 року. 28 листопада 1974 року, Греція знову приєдналася до Ради Європи, і на перших вільних виборах (після диктаторського періоду) виграв Константинос Караманліс, який повністю підтримав членство та відкриття грецького ринку для європейського ринку. Соціалістична партія, заснована Андреасом Папандреу, і комуністи виступали проти цього, оскільки: «вони побоюються посилення економічної та політичної залежности країни».

### Перемовини
Офіційно переговори про вступ почалися 27 липня 1976 року.
Комісія із застереженнями щодо заявки формулює докладний висновок для Ради у звіті 29 січня 1976 року. У цій доповіді, підкреслюючи політичну важливість членства Греції в ЄЕС, підкреслюються економічні та сільськогосподарські затримки Греції у зв’язку з Європою дев’яти. Щоб узгодити ситуацію Греції з іншими державами-членами, Комісія пропонує період передприєднання. У ньому також висвітлюється суперечка між Грецією та Туреччиною щодо окупації турецькою армією північної частини острова Кіпр.
Переговори закінчилися 23 травня 1979 року.

### Атенський договір і приєднання
Відбулося підписання Договору про приєднання 28 травня 1979 року. Греція вступила до ЄЕС 1 січня 1981 року, вона отримує переваги від перехідного періоду в п’ять років, щоб адаптувати свою економіку до правил Співтовариства. Ледве отримане членство Греції було поставлено під сумнів новим урядом Андреаса Папандреу, який не добився зміни основних правил договорів, а збільшив допомогу Співтовариства для своєї країни.

## Проблеми членства в Греції

### Економічні питання
Економічні труднощі, передбачувані приєднанням Греції, значні, ВВП становить 50% нижчий за середній у Співтоваристві, рівень безробіття вищий, ніж у європейських партнерів, а інфляція все ще була високою. З приєднанням Греція хотіла отримати вигоду від гарантованих цін на сільськогосподарську продукцію (CAP) та певних структурних фондів Співтовариства (зокрема, ЄФРР). Більше 26% активного населення Греції залишається зайнятим у сільському господарстві, тоді як первинний сектор займає лише 8% активів Співтовариства. Деякі грецькі сільськогосподарські продукти (оливкова олія, вино, фрукти та овочі) також ризикують конкурувати з виробництвами, які вже мають надлишки в Італії чи Франції в рамках спільної сільськогосподарської політики. Колишні члени також побоювалися великого напливу грецьких робітників.
Відкритість також була ризиком для Греції, її вторинний сектор був недостатньо розвиненим і неконкурентоспроможним. Ось чому був перехідний період у п’ять років, щоб реформувати свою економіку, перед тим, як Греція змогла інтегруватися до митного союзу і вирівняти ціни на сільськогосподарську продукцію з цінами Співтовариства. Були навіть плани інтегрувати драхму в Європейську валютну систему (EMS), де вона становить 1,3 % від європейської валютної одиниці (ЕКЮ).

### Криза між Грецією та Туреччиною через Кіпр
У своєму висновку від 29 січня 1976 року Європейська комісія висловила занепокоєння з приводу інтеграції в ЄЕС кризи між Грецією та Туреччиною (пов’язаної з Співтовариством з 1963 року) через Кіпр. Дійсно, з липня 1974 року північна частина острова була окупована турецькими військами.

### Політичні питання
За Папандреу, який прийшов до влади в жовтні 1981 року, прийняття варіанту політики національного відмови скасовує грецьку відповідальність за майбутнє країни, делегуючи її іноземним центрам прийняття рішень, які не можуть відповідати політичним і національним ідеалам і баченню соціально-економічних змін, які є близько до серця еллінського народу причина цього переважно ідеологічна, у внутрішньополітичних цілях. Його відродження соціальним результатом у підвищенні найнижчих зарплат, пенсій та їх плановій індексації заробітної плати за цінами; в контексті другого нафтового шоку така політика серйозно погіршує державні фінанси та погіршує економічне становище країни.

## Громадська думка
У Греції консервативна партія «Нова демократія» на чолі з Константином Караманлісом підтримувала процедуру членства, тоді як соціалістична партія Андреаса Папандреу і прорадянські комуністи виступають проти неї, «побоюючись» більшої економічної залежности країни. Константін Караманліс розраховує на підтримку грецької кандидатури з боку Франції.

## Подальше читання
- Yannopoulos, George Nicolas (1986). Greece and the EEC : Integration and Convergence. University of Reading European and International Studies  (англ.). MacNillan Press. с. 178. ISBN 978-0-3334-0623-6.
- Bloudanis, Nicolas (2013). Histoire de la Grèce moderne 1828-2012 : Mythes et réalités. L'Harmattan. с. 240. ISBN 978-2-3363-2716-7.
- Bitsch, Marie-Thérèse (1999). Histoire de la construction européenne de 1945 à nos jours. Complexe. с. 360. ISBN 978-2-8048-0021-5.
- Bossuat, Gérard (juin 2009). Histoire de l'Union européenne : Fondations, élargissements, avenir. Belin sup. Histoire. Belin. с. 411. ISBN 978-2-7011-5250-9.
- Olivi, Bino (1998). L'Europe difficile. Gallimard. с. 560. ISBN 978-2-0703-4575-5.
- Quermonne, Jean-Louis (1994). Le système politique de l'Union européenne : des Communautés économiques à l'Union politique. Montchrestien. с. 157. ISBN 978-2-7076-0626-6.
- Tsoukalis, Loukas (2003). La Grèce dans l'Union européenne. Pôle Sud (18): 91-100. Процитовано 16 août 2014.
- Zolotas, Xénophon (1977). Les atouts que la Grèce peut apporter au Marché Commun. Le Nouveau Journal. Процитовано 16 août 2014.